# Székely Kriszta
Székely Kriszta (Budapest, 1982. december 27. –) magyar színházrendező.

## Pályája
Színházi munkáját balerinaként kezdte; a táncospálya elhagyása után két évig Laoszban, majd két évig Kínában élt. Miután visszatért Magyarországra az ELTE Társadalomtudományi karán social sciences angol nyelvű szakra járt. 2006–2009 között az RTL Klubnál dolgozott kreatív munkatársként.
2010–2015 között a Színház- és Filmművészeti Egyetem színházrendező szakos hallgatója volt, Székely Gábor és Bodó Viktor osztályában. 2015-től a Katona József Színház társulatának tagja, ahol gyakorlati idejét is töltötte. 2017-től Máté Gábor mellett osztályvezető tanár a Színház- és Filmművészeti Egyetemen.
2015-2022 között a Magyar Színházrendezői Testület Elnöke volt.
2017-től az egyetem doktorandusz hallgatója (témavezetője: Ascher Tamás). 2020-ban távozott az SZFE-től.
2020-tól állandó rendezője a Torinói Nemzeti Színháznak, 2022-től tagja a Művészeti Tanácsnak is.  A Teatro Stabile Acting Academy tanára. A Katona József Színház Művészeti Tanácsának tagja.
2022-től a Hintalovon Gyermekjogi Alapítvány kuratóriumának tagja,  visszatérő alkotó a Landestheater Niederöstereich-ben Ausztriában.
2024-től A Mitos21 európai színházi hálózat alelnöke. 2026. február 1-től kinevezték a Katona József Színház igazgatójának.

## Magánélete
Többször felszólalt a kormány homofób intézkedései ellen. A 2017-es Budapest Pride megnyitóján elmondott beszéde végigsöpört a hazai sajtóban. 2018-2019 között a Forbes magazin a legbefolyásosabb magyar nők és a legbátrabb magyarok között említette. Legközelebb 2021-ben a "gyermekvédelmi" törvény homofób passzusai ellen állt ki újabb beszédében. 2021 augusztusában jelentették be, hogy egy párt alkotnak Jordán Adél színésznővel. Édesanyja dr. Borbényi Erika onkológus, a Magyar Hospice Alapítvány egyik úttörője.

## Színházi munkáiból

### Szerep
- Ibsen: A nép ellensége (Operatőr)[15]

### Rendezések
- Fráter Zoltán: Krúdy Gyula éjszakái[16]
- Beckett: Szép napok
- Fassbinder: Petra von Kant
- Fischer Iván: A vörös tehén (társrendező)
- Simon Stephens: Harper Regan
- Polcz Alaine: Asszony a fronton
- Lendvay Kamilló: A tisztességtudó utcalány
- Henrik Ibsen: Nóra - karácsony Helmeréknél
- Brecht: A kaukázusi krétakör
- William Shakespeare: Othello
- William Shakespeare: III Richárd
- Dürrenmatt: Fizikusok
- Albee: Nem félünk a farkastól
- Szirmai-Závada: Mágnás Miska
- Henrik Ibsen: Hedda Gabler
- Katona József: EMBTRAG
- Boldizsár-Bródy-Szörényi: István, a király
- Ithaka (Homérosz Odüsszeia című műve alapján)
- Monteverdi - Dinyés - Závada - Szabó-Székely: Poppea megkoronázása
- Anton Pavlovics Csehov: A Platonov
- Anton Pavlovics Csehov: Sirály
- Anton Pavlovics Csehov: Három nővér
- Anton Pavlovics Csehov: Ványa
- Offenbach-Máté: Kékszakáll
- Offenbach: Hoffmann meséi
- Ibsen: A nép ellensége
- Ferdinand von Schirach: Nyílt tárgyalás

## Filmjei
- A Pipás (magyar kisjátékfilm, 2010)
- Paktum  (magyar kisjátékfilm, 2009)

## Díjai
- Vastaps-díj
- POSZT 2017 – A legjobb rendezés – Nóra, karácsony Helmeréknél
- Színikritikusok-díja 2017 – A legjobb rendezés – A kaukázusi krétakör
- Színikritikusok-díja 2017 – A legígéretesebb pályakezdő[17]
- Vastaps díj 2017 - A legjobb rendezés - Nóra, karácsony Helmeréknél, A kaukázusi krétakör
- POSZT 2018 - A legjobb rendezés - A kaukázusi krétakör[17]
- Színikritikusok-díja 2018 - A legjobb rendezés - A Patonov
- Városmajori Szemle - A legjobb rendezés - Sirály
- Vastaps díj - A legjobb rendezés - EMBTRAG